# Aeonium stuessyi
Aeonium stuessyi ist eine Pflanzenart aus der Gattung Aeonium in der Familie der Dickblattgewächse (Crassulaceae).

## Beschreibung

### Vegetative Merkmale
Aeonium stuessyi wächst als mehrjähriger, wenig verzweigter Kleinstrauch und erreicht Wuchshöhen von bis zu 2 Meter. Die glatten, kahlen, aufsteigenden bis niederliegende Triebe weisen einen Durchmesser von 10 bis 20 Millimeter auf und bilden häufig Gruppen. Ihre Rosetten erreichen einen Durchmesser von 10 bis 20 Zentimeter und sind in der Mitte abgeflacht. Junge Blätter sind eng aneinander gepresst. Die verkehrt lanzettliche bis  verkehrt eiförmig-spateligen, gelblich grünen bis dunkelgrünen, schwach flaumhaarigen Laubblätter sind 5 bis 12 Zentimeter lang, 2,5 bis 3,5 Zentimeter breit und 0,3 bis 0,5 Zentimeter dick. Zur Spitze hin sind sie spitz oder zugespitzt. Die Basis ist keilförmig. Der Blattrand ist mit geraden oder gebogenen Wimpern besetzt, die 0,4 bis 1 Millimeter lang sind. Die Blätter sind in der Regel entlang des Randes rötlich variegat.

### Generative Merkmale
Der Blütenstand weist eine Länge von 8 bis 18 Zentimeter und eine Breite von 8 bis 18 Zentimeter auf. Der Blütenstandsstiel ist 3 bis 15 Zentimeter lang. Die sieben- bis elfzähligen Blüten stehen an einem 1 bis 6 Millimeter langen, spärlich schwach flaumhaarigen Blütenstiel. Ihre Kelchblätter sind spärlich schwach flaumhaarig. Die gelben, rötlich linierten, verkehrt eiförmigen oder elliptischen, gestutzten Kronblätter sind 7 bis 8 Millimeter lang und 1,5 bis 2,5 Millimeter breit. Die Staubfäden sind kahl.

## Systematik und Verbreitung
Aeonium stuessyi ist in Äthiopien, Kenia und Tansania in Höhen von 2000 bis 3000 Metern verbreitet. 
Die Erstbeschreibung durch Ho-Yih Liu wurde 1989 veröffentlicht.
Die Artbezeichnung ehrt den amerikanischen Botaniker Tod Falor Stuessy (* 1943).

## Nachweise